# Aeropuerto de Medicine Hat
El Aeropuerto de Medicine Hat (del inglés: Medicine Hat Airport) (IATA: YXH, OACI: CYXH), está ubicado a 2 MN (3.7 km; 2.3 mi) al suroeste de Medicine Hat, Alberta, Canadá. Air Canada Jazz sirve a este aeropuerto a diario desde Calgary.

## Aerolíneas y destinos
- Air Canada
  -  Air Canada Jazz
    -  Central Mountain Air
      - Calgary /  Aeropuerto Internacional de Calgary